# Section enquêtes criminelles
Section enquêtes criminelles (Die Spezialisten: Kripo Rhein-Main (saison 1) puis Soko Rhein-Main (saison 2)) est une série télévisée allemande en 18 épisodes de 50 minutes créée par Dirk Eggers et diffusée entre le 19 avril 2006 et le 11 décembre 2007 sur le réseau ZDF.
En France, la série est diffusée depuis le 30 novembre 2008 sur NT1.

## Distribution
- Marita Marschall (de) : Susanne Meder
- Sven Martinek : Thomas Wallner
- Ercan Durmaz (de) : Cem Pamuk
- Daniel Wiemer (de) : Pit Hartmann
- Daniela Preuß : Nina Horn
- Francis Fulton-Smith (de) : Johannes Ried (saison 2)

## Liste des épisodes

### Première saison (2006)
1. Mort en service (Tod im Dienst)
2. La voie est libre (Startbahn frei!)
3. Le Doigt sur la gâchette (Finger am Abzug)
4. La Prostituée et le millionnaire (Pretty Woman)
5. Vengeance d'un père (Schuld und Sühne)
6. Le Témoignage (Die Augenzeugin)
7. Les Ombres du passé (Schatten der Vergangenheit)

### Deuxième saison (2007)
1. Rien ne vas plus (Nichts geht mehr)
2. La promesse (Das Versprechen)
3. La quête de Suzanne (Susannes Suche)
4. Danse mortelle (Heißer Tanz)
5. Marathon fatal (Tödlicher Marathon)
6. L'amour rend aveugle (Vor Liebe blind)
7. La dernière lettre (Der letzte Brief)
8. La rue Goethe (Goethestraße)
9. La Boîte de Pandore (Die Büchse der Pandora)
10. Compagnons des quartiers chauds (Kumpels aus Kamerun)
11. L'Espoir Fait Vivre (Die Hoffnung stirbt zuletzt)